# Gaetano Veneto
Gaetano Veneto (Bari, 28 maggio 1940) è un giurista e politico italiano. Esperto in diritto del lavoro e allievo del giuslavorista Gino Giugni.

## Biografia
Laureato in giurisprudenza nel 1963, Veneto diventa professore di diritto del lavoro all'Università di Bari nel 1975. È stato professore di diritto del lavoro anche in Russia e in Sud America. Inoltre, è stato consulente del lavoro per la FIGC.
Nel 1996, Veneto è eletto deputato con il Partito Democratico della Sinistra nella circoscrizione Puglia. Nei cinque anni della legislatura è componente delle commissioni Difesa, Finanze e Anti-Mafia.